# Amelacanthus
Amelacanthus (лат.) – вымерший род хрящевых рыб подкласса Elasmobranchii, живших в палеозойскую эру. Известен по плавниковым спинным шипам. Род включает четыре описанных вида из каменноугольных-пермских отложений Северной Америки, Европы и Африки. Также найден в позднедевонских (франский ярус) отложениях России. Окаменелости, предположительно принадлежащие Amelacanthus, обнаружены в пермских (вордский ярус) отложениях Омана.